# Eufalconimorphae
Az eufalconimorphae a madarak egyik javasolt kládja, mely a következő madarakat foglalná magába: verébalakúak, papagájalakúak, Falco, Caracara, és micrastur (de más ragadozó madarat nem). Ezt a teljes DNS vizsgálata is alátámasztja.
Az eufalconimorphae klád tagjainak jellegzetessége, hogy aerodinamikus erőt hoznak létre a repülés felszállási részben, melyről azt feltételezik, hogy a vertikális repülést szolgálhatja.

## Külső hivatkozások
- Tetrapod Zoology, after Suh et al. (2011).